# Défaut (matériau)
Pour les articles homonymes, voir Défaut.
En science des matériaux, les défauts sont les déviations par rapport à une structure idéalisée :
- défaut cristallin : perturbation dans l'agencement périodique et régulier des atomes dans un cristal, tel qu'un défaut ponctuel, une dislocation, un joint de grain ;
- fissure : séparation locale abrupte dans la matière, en surface ou dans le volume, pouvant mener à la rupture ;
- pore : volume vide ;
- inclusion : corps étranger ;
- précipité : particule d'une phase différente à la matrice, s'étant formée à la suite d'une sursaturation ;
- rayure / entaille / rugosité : défauts par rapport à une surface lisse.

La surface elle-même, même lisse, peut être considérée comme un « défaut », car l'agencement et les liaisons chimiques des atomes y sont perturbés.
À noter qu'à part les défauts cristallins, spécifiques aux matériaux cristallins, ces catégories de défauts peuvent aussi apparaître dans les matériaux amorphes / verres.
Les défauts peuvent avoir une influence considérable sur les propriétés : résistance électrique, endurance, rupture, transparence, etc.